# Das Schilfrohr
Das Schilfrohr ist ein Spielfilm des Fernsehens der DDR von Joachim Kunert aus dem Jahr 1974, nach Motiven der gleichnamigen Erzählung von Anna Seghers von 1965.

## Handlung
Marta Emrich bewirtschaftet im Herbst 1944 eine Gärtnerei in einem kleinen Dorf in der Nähe Berlins. Ihre Eltern sind verstorben, beide Brüder wurden zur Wehrmacht eingezogen, der jüngere der beiden, ihr Lieblingsbruder, fällt an der Ostfront. Deshalb verbinden sich ihre Gedanken und Hoffnungen nun erst recht mit ihrem Verlobten Horst, einem Bauernsohn von der anderen Seite des Sees, der ebenfalls Soldat ist. Martas Ehrgeiz ist es, den Besitz der Emrichs möglichst gut zu erhalten. Sie hisst immer die Fahne, wenn es erforderlich ist und wartet auf das Ende des Krieges. Manchmal bekommt sie Besuch von Edith, der Verlobten ihres Bruders Karl und beide träumen davon, nach dem Krieg gemeinsam zu heiraten.
Eines Abends hört sie bei ihrem letzten Kontrollgang durch die Gärtnerei Geräusche auf dem Grundstück und entdeckt einen jungen Mann, der sich vor vorbeifahrenden Fahrzeugen versteckt. Als der zu verstehen gibt, dass er gesucht wird, weil er Flugblätter gegen den Krieg verteilt hat, ist Marta der Meinung, dass er eigentlich deshalb angezeigt werden muss und fordert ihn auf, schnell wieder zu verschwinden, was er verspricht. Doch als sie am nächsten Tag die Tür zum Bootshaus öffnet, ist er immer noch nicht weg, jedoch verrät sie ihn nicht, als die Polizei mit einem Boot das Ufer nach ihm absucht. Als er am Abend immer noch da ist und er nicht verschwinden kann, da noch nach ihm gesucht wird, versteckt Marta ihn im Keller ihres Hauses. Hier bleibt Kurt Steiner die nächsten Tage und wird von Marta verpflegt, bis sie die Nachricht erhält, dass ihr Verlobter an der Front gefallen ist. Weil Kurt Steiner gegen den Krieg ist und sich im Keller verdrückt, während ihr Horst als Soldat für Deutschland sein Leben lassen musste, weist sie ihn aus dem Haus. Doch Kurt versteckt sich nur in einem Schuppen auf dem Grundstück, wo ihn Marta findet und wieder ins Haus holt. Hier bleibt er den ganzen Winter, bis die ersten Bäume wieder blühen und wird von Marta versorgt. Als die Nachricht kommt, dass ihr Bruder Karl vermisst wird, ist sie sogar froh darüber, dass der in der jetzigen Situation nicht auf Urlaub kommen kann.
Kurz vor dem Ende des Krieges wird das Dorf von Soldaten nach Deserteuren durchsucht und Kurt Steiner gibt sich schon verloren. Doch Marta fällt ein Spiel aus den Kindertagen ein, als sie sich immer unter Wasser im See versteckt und ein Schilfrohr zur Atmung benutzt haben, auf diese Weise wird Kurt nicht entdeckt. Als die Rote Armee dem Ort immer näher kommt, begeben sich viele Bewohner auf die Flucht, während Marta und Kurt im Keller des Hauses auf den Einmarsch warten. Da er sich nicht mehr verstecken muss, erleben beide, da sich Marta in ihn verliebt hat, ihre erste gemeinsame Nacht im Bett. Noch hier verrät ihr Kurt, dass er nach Berlin will, um zu sehen, wie es seinen Freunden geht und verlässt sie am nächsten Morgen. Er gibt ihr auch zu verstehen, dass er in Berlin bleiben wird, will aber von sich hören lassen. Im Winter besucht er Marta mit einem Dienstwagen, bringt ihr etwas zu essen mit und erzählt, dass er jetzt in der Berliner Verwaltung arbeitet, die Arbeit ihm aber keinen Spaß macht. Doch das Angebot, zu ihr zu ziehen lehnt er ab, so dass Marta ihn enttäuscht wieder wegschickt.
Im kommenden Sommer kommt Karl Emrich aus der Gefangenschaft zurück und heiratet seine Edith. Es dauert nicht lange und ein Flüchtlingstreck kommt in das Dorf, der hier sein zugewiesenes Ziel erreicht hat. Damit auf dem nicht bewirtschafteten Nachbargrundstück, das dem ehemaligen Bürgermeister und Ortsbauernführer gehört, keiner angesiedelt werden kann, schafft Karl durch Pflanzungen den Eindruck, dass es sein Eigentum ist. Plötzlich erscheint Kurt mit seiner Freundin Käte, der er den Weg und die Aufenthaltsorte seiner Flucht während des Krieges zeigen will. Bei der Verabschiedung gibt er Marta noch seine Adresse, falls sie irgendwann einmal Hilfe braucht und fährt wieder über den See. Als sie sein Angebot annehmen will, um sich einen Rat zu holen, arbeitet er bereits nicht mehr in der Verwaltung, sondern wieder bei Siemens, seinem alten Betrieb, weshalb er auch seine Wohnung im Prenzlauer Berg aufgegeben hat.
Die Fronten zwischen Karl, seiner Frau und seiner Schwester verhärten sich immer mehr, doch Marta, die durch Kurt von dessen kommunistischen Ideen und Verhaltensweisen angesteckt wurde, lässt sich das selbstherrliche Auftreten ihres Bruders und seiner Frau nicht mehr gefallen. Karl entscheidet jetzt über den gesamten Gärtnereibetrieb allein und Marta darf sogar die Buchführung nicht mehr weiterführen, damit er sich mehr Geld aus der Betriebskasse für seine Gaststättenbesuche nehmen kann. Auch den Umsiedlern tritt er immer ablehnend gegenüber auf und als dann das Nachbargrundstück dem Witwer Eberhard Klein mit seinem Sohn zugesprochen wird, da der ehemalige Bürgermeister enteignet wurde, erfindet er eine Schenkung von diesem. Während einer Versammlung der Alteinwohner, gemeinsam mit den Umsiedlern, verlangt Karl von Marta die öffentliche Bestätigung, dass es die Schenkung wirklich gegeben hat, was sie jedoch verneint. Das ist der endgültige Bruch zwischen den Geschwistern und Marta heiratet bald darauf Eberhard Klein.

## Produktion und Veröffentlichung
Das Szenarium stammte von Hans Müncheberg und die Dramaturgie lag in den Händen von Hans Nodolny. Die Filmaufnahmen entstanden in Gramzow und am Bahnhof Berlin Prenzlauer Allee.
Die Erstausstrahlung des auf ORWO-Color geschaffenen Films erfolgte am 6. Oktober 1974 im 1. Programm des Fernsehens der DDR. Ab 7. November 1975 wurde dieser Fernsehfilm auch in den Kinos der DDR vorgeführt.

## Kritik
In der Berliner Zeitung meinte Dieter Krebs: 

„Es gelingt Kunert eine der Seghersschen Erzählweise weitgehend adäquate filmische Umsetzung, eine Filmerzählung voller Schlichtheit und großer emotionaler Ausstrahlung. Von besonderer Bedeutung ist dabei die Kameraführung Jürgen Heimlichs.“

Mimosa Künzel findet in der Neuen Zeit für alle Beteiligten an diesem Film nur lobende Worte und beendet ihre Kritik mit dem Fazit: 

„Die episodische Geschichte wurde dank des großen Engagements zu einem nachhaltigen Erlebnis.“

Im Neuen Deutschland schrieb Klaus Schüler: 

„Eine anonyme Erzählerin am Anfang und Ende des Films zitiert Beginn und Schluß der Erzählung von Anna Seghers. Immer wieder erinnert der Rhythmus der Bildfolgen mit seinen oft harten Schnitten an die lakonische Diktion der Schriftstellerin. So entstand unter der Regle von Joachim Kunert ein Film von starker poetischer Ausstrahlungskraft.“

Das Lexikon des internationalen Films schreibt, dass der vom DDR-Fernsehen realisierte Streifen eine meisterhafte Verfilmung der Seghers-Erzählung ist, die weder aufdringlich in der Argumentation noch moralisierend in der Wertung wirkte.

## Auszeichnungen
- 1975: XII. Internationales Fernsehfestival Prag: Ehrende Anerkennung[5]